# フリードリヒ3世 (ドイツ皇帝)
フリードリヒ3世（ドイツ語: Friedrich III.、1831年10月18日 - 1888年6月15日）は、第8代プロイセン国王・第2代ドイツ皇帝（在位：1888年3月9日 - 1888年6月15日）。自由主義者で国民には「我らがフリッツ」と呼ばれて親しまれたが、父ヴィルヘルム1世とビスマルクには疎んじられ、政治的影響力を持つことはなかった。在位わずか3ヶ月（99日）で死去したため「百日皇帝」ともあだ名される。

## 生涯
1831年10月18日、ヴィルヘルム1世とその妃アウグスタとの間に生まれた。ポツダムの新宮殿内ではフローリ王 (Froliking) と呼ばれていた。両親は互いに正反対の性格だが、父ヴィルヘルム1世の軍人らしい質実剛健な気質と、母アウグスタの貴族的で洗練された性格の両方を、フリードリヒは受け継いでいた。フリードリヒは母の勧めでボン大学で歴史学・文学・法学を学んだ。一方、父は軍務を強いて、ホーエンツォレルン家の伝統で第一軍司令官大モルトケの元で王朝伝統の軍事学を若い頃から学ばせた。彼はそのどちらからもよく学んでいる。そのため、非常に優秀で英語とフランス語に堪能であり、ラテンの歴史学・地理学・物理学・宗教学・音楽にも詳しかった。

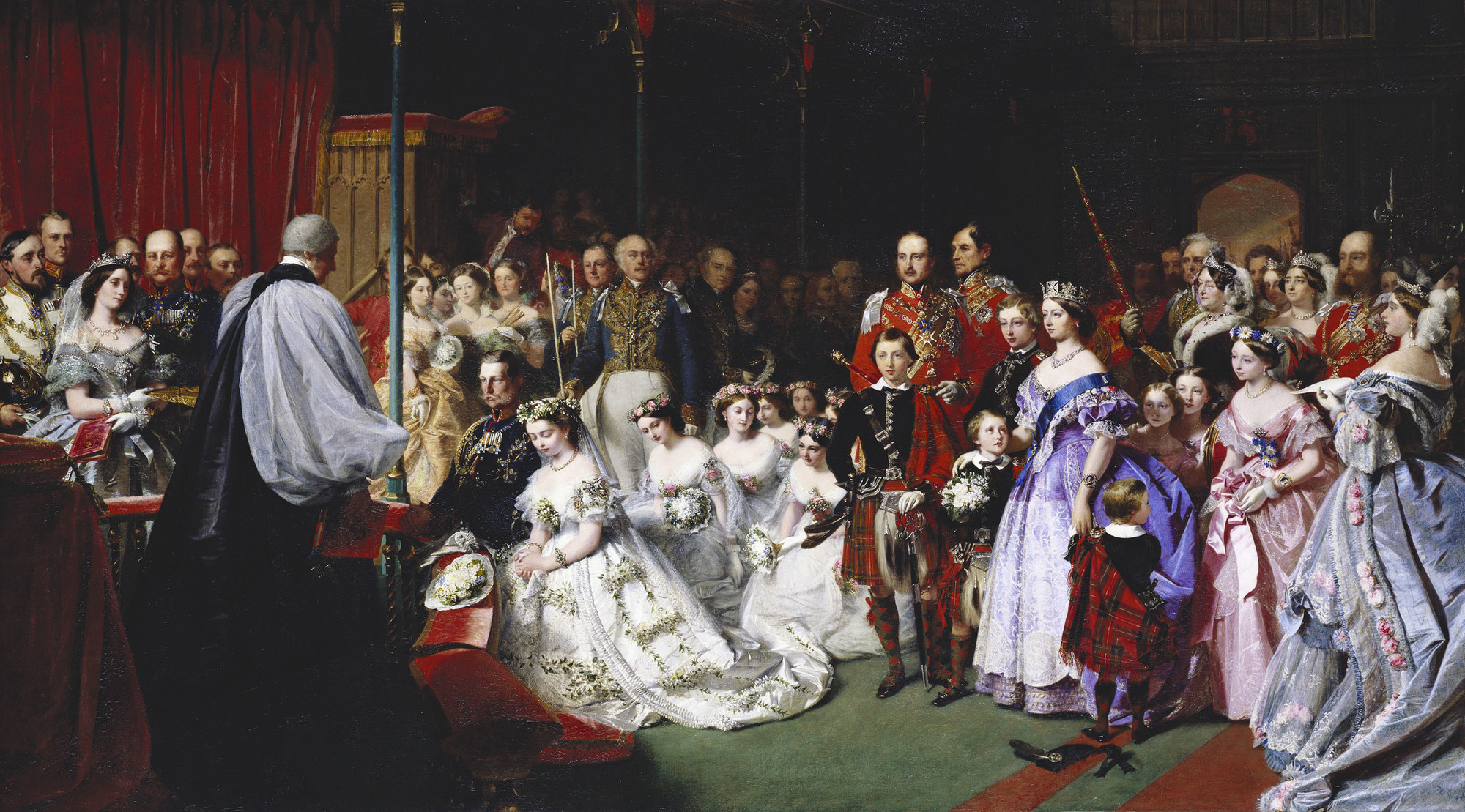
イギリス王女ヴィクトリアとの婚礼

1851年、モルトケの助言に従ってロンドンの万国博覧会に赴き、そこでヴィクトリア女王の長女でヴィッキーの愛称で呼ばれたヴィクトリア王女と知り合った。1858年1月25日、陸軍中将になっていたフリードリヒとヴィッキーはベルリンで結婚した。2人はヴィルヘルム2世ら全部で8人の子をもうけた。
1862年、保守的なヴィルヘルム1世が軍の指導権に関する問題で議会の反対に遭い、フリードリヒへの譲位を望む声が高まった。フリードリヒは妃ヴィッキーの影響もあって、自由主義的だと広く知られていたためだった。しかし父王は駐仏大使ビスマルクを宰相とし、その手腕を借りて議会の反対を乗り切ったため、フリードリヒは王太子の位に留まった。

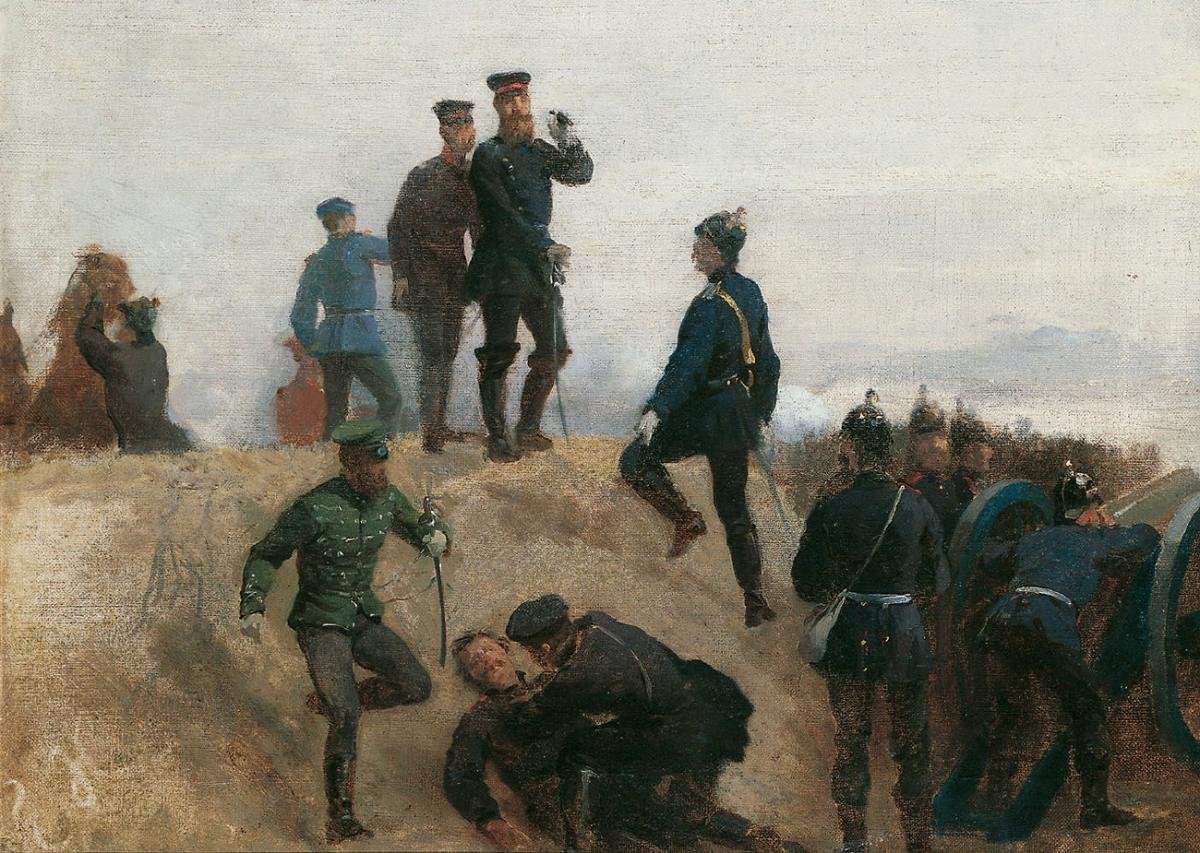
セダンの戦いにおける王太子フリードリヒ（1871年）

フリードリヒはその平和主義にもかかわらず、軍人としての有能さを示し、1866年の普墺戦争におけるケーニヒグレーツの戦い（サドワの戦い）や、1871年の普仏戦争におけるセダンの戦いでは、プロイセンの勝利のために重要な役割を果たした。普墺戦争の際にはプール・ル・メリット勲章戦功章、普仏戦争の際には大鉄十字章を叙勲している。政治的な影響力を行使することはあまりなかったが、対立していたビスマルクのドイツ統一政策も理解し、帝位に就くことを渋る父王ヴィルヘルム1世にドイツ皇帝としての戴冠を勧めている。

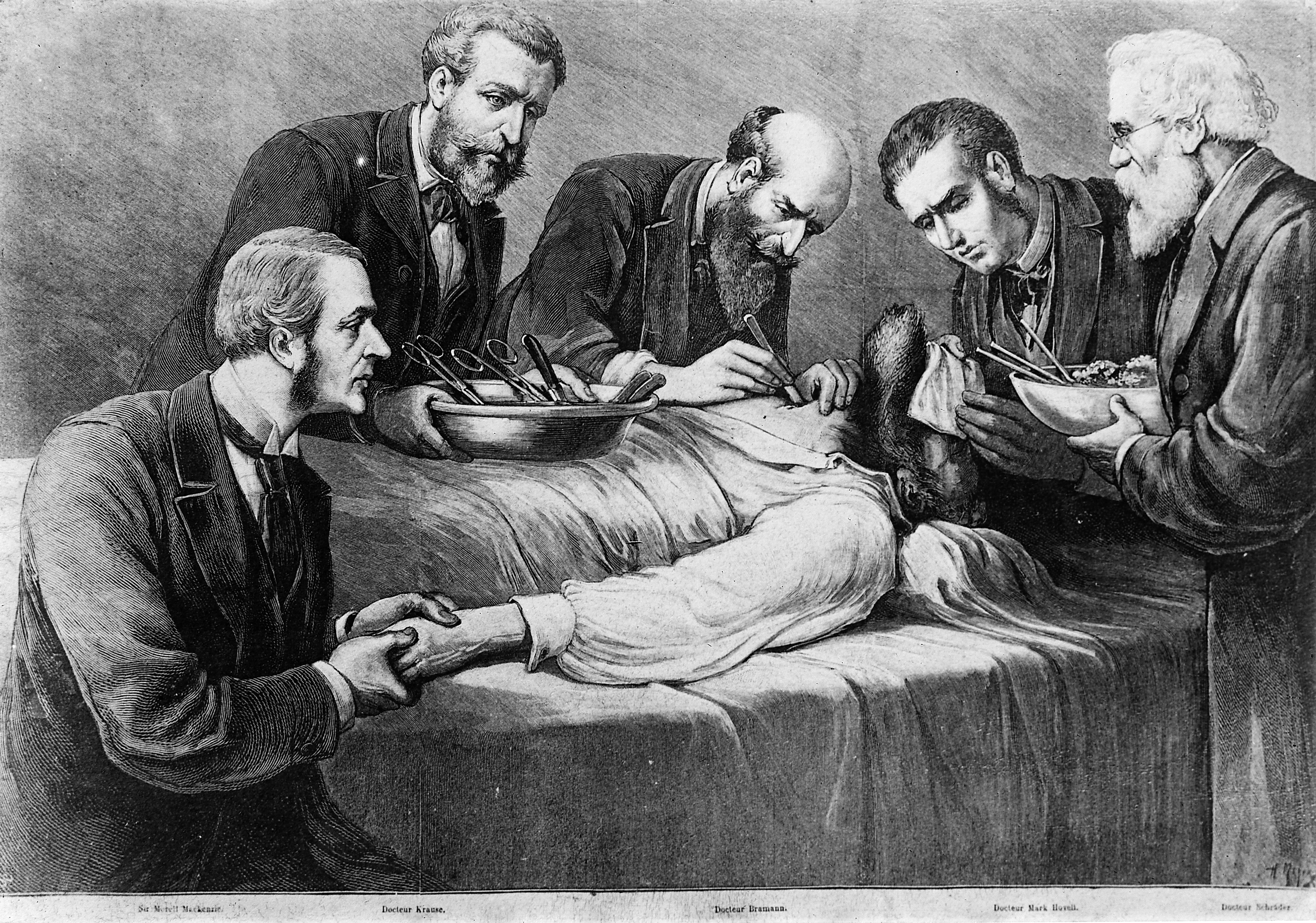
喉頭癌の治療を受けるフリードリヒ

国民は自由主義的で有能な皇太子に期待を寄せ、親しみを込めて「我らがフリッツ」と呼んでいた。しかしヴィルヘルム1世が長寿であったために、フリードリヒもまた1888年3月9日に即位した時は56歳と高齢で、当時としては老人の域であった。しかも前年に発症した喉頭癌に蝕まれていたにもかかわらず、義母であるヴィクトリア女王が差し向けたイギリスの医師団と地元プロイセンの宮廷医師団との勢力争いによって、新帝フリードリヒ3世は適切な治療を受けることができなかった。イギリス医学とドイツ医学の確執は、西洋文明を取り入れ近代化を急ぐ同時代の日本でも問題になっていたことであったが、英独の両医師団の小競り合いの間にも彼の病状は進み、また政治的にも何ら為すところがなかった。1888年6月15日、即位からわずか99日で崩御し、新皇太子ヴィルヘルム（ヴィルヘルム1世からは孫にあたる）がヴィルヘルム2世として跡を継いだ。

## 子女

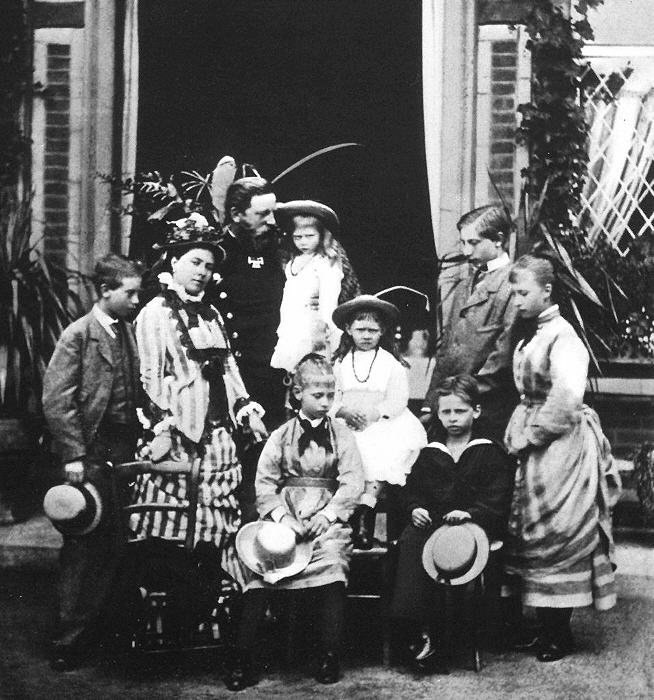
フリードリヒ一家（1875年）

妃のヴィクトリアとの間には以下の四男四女が生まれた。
- フリードリヒ・ヴィルヘルム・アルベルト・ヴィクトル（1859年 - 1941年） - ドイツ皇帝ヴィルヘルム2世
- ヴィクトリア・エリーザベト・アウグステ・シャルロッテ（1860年 - 1919年） - ザクセン＝マイニンゲン公ベルンハルト3世妃
- アルベルト・ヴィルヘルム・ハインリヒ（1862年 - 1929年）
- フランツ・フリードリヒ・ジギスムント（1864年 - 1866年）
- フリーデリケ・ヴィルヘルミーネ・アマーリエ・ヴィクトリア（1866年 - 1929年） - シャウムブルク＝リッペ侯子アドルフ夫人
- ヨアヒム・フリードリヒ・エルンスト・ヴァルデマール（1868年 - 1879年）
- ゾフィー・ドロテーア・ウルリーケ・アリス（1870年 - 1932年） - ギリシャ王コンスタンティノス1世妃
- マルガレーテ・ベアトリス・フェオドラ（1872年 - 1954年） - フィンランド王カールレ1世（ヘッセン選帝侯家家長フリードリヒ・カール）夫人